# Aspalathus opaca
Aspalathus opaca är en ärtväxtart som beskrevs av Christian Friedrich Frederik Ecklon och Carl Ludwig Philipp Zeyher. Aspalathus opaca ingår i släktet Aspalathus och familjen ärtväxter.

## Underarter
Arten delas in i följande underarter:
- A. o. opaca
- A. o. pappeana
- A. o. rostriloba